# Fidelio, l'odyssée d'Alice
Fidelio, l'odyssée d'Alice è un film del 2014 diretto da Lucie Borleteau.
Ha vinto il Pardo per la miglior interpretazione femminile al Festival di Locarno 2014.